# Кубок Болгарії з футболу 1960—1961
Кубок Болгарії з футболу 1960—1961 — 21-й розіграш кубкового футбольного турніру в Болгарії. Титул вчетверте здобув ЦДНА (Софія).

## 1/16 фіналу
| Команда 1               | Рахунок | Команда 2                   |
| ----------------------- | ------- | --------------------------- |
| Ботев (Благоєвград)     | 3:1     | Спартак (Пловдив)           |
| Спартак (Варна)         | 2:0     | Ботев (Бургас)              |
| Марек (Станке Димитров) | 2:0     | Раковскі (Димитровград)     |
| Берое (Стара Загора)    | 2:0     | Арда (Кирджалі)             |
| Міньор (Димитров)       | 5:1     | Чардафон-Орловец (Габрово)  |
| Ботев (Пловдив)         | 5:1     | Панайот Волов (Коларовград) |
| Ботев (Враца)           | 1:0     | Крпачев (Ловеч)             |
| Септемврі (Софія)       | 4:1     | Месокомбінат (Русе)         |
| Славія (Софія)          | 9:0     | Ботев (Пазарджик)           |
| Локомотив (Софія)       | 2:0     | Николай Лисков (Ямбол)      |
| Левські (Софія)         | 5:1     | Завод Сталін (Димитров)     |
| Етир (Тирново)          | 1:0     | Септемврі (Варна)           |
| ЦДНА (Софія)            | 8:0     | Генерал Благой Іванов       |
| Добруджа (Толбухін)     | -:-*    | Спартак (Софія)             |
| Черно море (Варна)      | 2:1     | Гігант (Белене)             |
| Генерал Займов (Сливен) | 1:0     | Міньор (Бобов Дол)          |

## 1/8 фіналу
Клуб Ботев (Благоєвград) пройшов до наступного раунду після жеребкування.
| Команда 1         | Рахунок | Команда 2               |
| ----------------- | ------- | ----------------------- |
| Спартак (Варна)   | 1:0     | Генерал Займов (Сливен) |
| Ботев (Пловдив)   | 2:1     | Септемврі (Софія)       |
| Ботев (Враца)     | 1:0     | Славія (Софія)          |
| Локомотив (Софія) | 4:0     | Берое (Стара Загора)    |
| Левські (Софія)   | 2:1     | Черно море (Варна)      |
| Етир (Тирново)    | 4:2     | Міньор (Димитров)       |
| ЦДНА (Софія)      | 8:0     | Марек (Станке Димитров) |

## 1/4 фіналу
| Команда 1       | Рахунок | Команда 2           |
| --------------- | ------- | ------------------- |
| Спартак (Варна) | 1:0     | Левські (Софія)     |
| Ботев (Пловдив) | 3:2     | Локомотив (Софія)   |
| Ботев (Враца)   | 6:0     | Етир (Тирново)      |
| ЦДНА (Софія)    | 3:1     | Ботев (Благоєвград) |

## 1/2 фіналу
| Команда 1       | Рахунок | Команда 2       |
| --------------- | ------- | --------------- |
| Спартак (Варна) | 2:1     | Ботев (Пловдив) |
| ЦДНА (Софія)    | 3:1     | Ботев (Враца)   |

## Фінал
| 28 червня 1961 |

| ЦДНА (Софія)                   | 3:0      | Спартак (Варна) |
| ------------------------------ | -------- | --------------- |
| Ранков 59' Цанев 69' Колев 71' | Протокол |                 |

| «Васил Левський», Софія Глядачів: 25 000 Арбітр: Петар Джонев |